# 열대야 (2013년 영화)
《열대야》(영어: The forgotten Piece)는 2013년 제작한 한국의 드라마 영화이다. 이성일이 감독을 맡았으며, 지수경, 김나연, 유영복이 출연한다.

## 출연
- 지수경 : 연희 역
- 김나연 : 지연 역
- 유영복 : 부장 역
- 전예원 : 식당종업원 역
- 박지호 : 도서관직원 1 역
- 김형록 : 도서관직원 2 역
- 김지은 : 강의실학생 1 / 장례식손님 1 역
- 강신일 : 강의실학생 2 역
- 정현우 : 강의실학생 3 역
- 최은혜 : 강의실학생 4 / 장례식손님 2 역
- 김소영 : 식당손님 1 역
- 조윤주 : 식당손님 2 역